# Romulus Augustule
Pour les articles homonymes, voir Romulus.
Vous lisez un « bon article » labellisé en 2015.
Romulus Augustus, parfois francisé en Romulus Auguste, appelé plus tard par dérision Romulus Augustulus, francisé en Romulus Augustule, né vers 461 et mort après 476, est la dernière personnalité proclamée empereur romain d'Occident, pour un règne qui dura à peine dix mois du 31 octobre 475 au 4 septembre 476, date de sa déposition par le patrice Odoacre.
Bien qu'il soit considéré comme un usurpateur par l'empereur d'Orient Zénon et comme une marionnette placée sur le trône impérial par son père le patrice Oreste — au détriment de l'empereur légitime Julius Nepos contraint de quitter l'Italie —, la date de sa déposition par Odoacre, passée largement inaperçue dans les chroniques de l'époque, est régulièrement retenue dans l'historiographie pour marquer la « fin » de l'Empire romain d'Occident ainsi que la césure entre Antiquité et Moyen Âge.
Après sa déposition, le jeune Romulus Augustule est relégué en exil au Castellum Lucullanum, en Campanie, doté d'une rente annuelle. Il disparaît alors des sources et la date de son décès est inconnue ; il est possible qu'il ait été encore vivant en 507 voire en 511, alors que l'Italie est passée sous l'autorité de Théodoric le Grand.
Le nom officiel qu'il porte sur les monnaies est : D[OMINVS] N[OSTER] ROMVLVS A[V]GVSTVS P[IVS] F[ELIX] AVG[VSTVS]. Le premier « Augustus » est un cognomen donné à sa naissance, le second est son titre impérial.

## Historiographie
Très peu de sources antiques traitent de Romulus Augustus, le mentionnant généralement de manière laconique, souvent en une phrase qui signale sa déposition par Odoacre, un fait égrené parmi d'autres, à peine commenté, pour peu qu'il soit même mentionné. Il n'existe d'ailleurs aucune chronique antique dont 476 constituerait le terme. La rareté de ces sources contraste avec une certaine historiographie qui, depuis les auteurs Modernes, tend à lier le destin du jeune empereur à celui de l'Empire, « brod[ant] un pathos qui le relie à son nom (…) [afin d']esthétiser un crépuscule. ».
On peut néanmoins retracer ses origines familiales, les conditions de son élévation au trône ainsi que certains événements qui ponctuent son règne, bien qu'ils concernent essentiellement son père Oreste, véritable détenteur du pouvoir. Si certains indices laissent entrevoir son sort après son éviction, cela demeure largement conjectural.
C'est le 31 octobre 475 que le jeune Romulus est nommé empereur à Ravenne par son père qui exerce de facto le pouvoir sur un Empire romain occidental qui se résume peu ou prou à la péninsule italienne, n'ayant plus d'empire que le nom. Ainsi qu'en atteste la numismatique, le nom de Romulus, qui évoque le fondateur de Rome, est alors accolé le titre impérial d'« Auguste » (Augustus) qui, comme pour la plupart de ses prédécesseurs, évoque le fondateur de l'Empire. Mais, ainsi qu'en atteste la littérature, la postérité transforme ce titre impérial en « Augustule » — « petit Auguste» — pour qualifier affectueusement ou péjorativement un jeune empereur âgé de 13 ou 14 ans, dont le règne dure moins d'un an et dont la déposition, qui laisse apparemment ses contemporains indifférents, marque néanmoins — depuis le XVIe siècle — la césure entre Antiquité et Moyen Âge dans l'historiographie.

## Biographie

### Famille

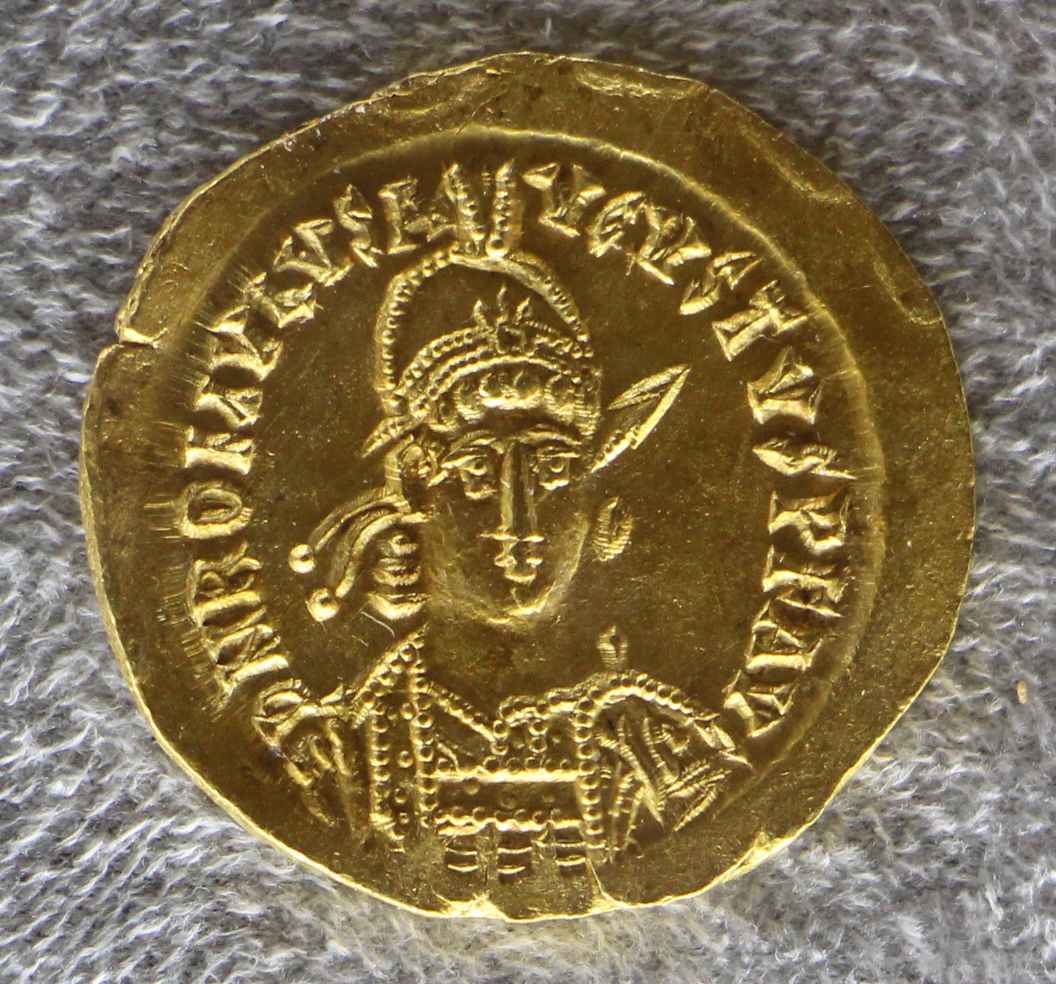
Solidus figurant Romulus Augustus, issu du trésor de Sovana en Toscane, Musée archéologique national de Florence.

Romulus Augustus est le fils d'Oreste, fils d'un certain Tatulus, un citoyen romain issu d'une famille pannonienne romanisée qui a servi Attila autour de 450 comme secrétaire (notarius) et diplomate. après que la province eut été cédée aux Huns. Sa mère, prénommée Barbaria, est la fille du comte Romulus, un aristocrate de Poetovio, en Norique, envoyé quelques années plus tôt en ambassade chez Attila avec Tatuluset d'après lequel son petit-fils est prénommé, ce qui laisse penser qu'il n'est pas le premier né des enfants du couple. 

### Accession au trône
Après la mort d'Attila, Oreste, auréolé du prestige des élites militaires formées auprès de ce dernier, réintègre le haut commandement romain. En 475, il reçoit la charge de magister militum (commandant en chef) de l'empereur d'Occident Julius Nepos — un militaire imposé par l'armée de Dalmatie et reconnu « Auguste » par l'empereur d'Orient Léon Ier l'année précédente — afin de mater les Burgondes et les Wisigoths en Gaule méridionale. Mais Oreste, nommé ou autoproclamé patrice, décide de s'emparer du pouvoir à la faveur d'un coup d'État : il marche avec ses troupes sur Ravenne, capitale de l'Empire romain d'Occident depuis 402, forçant Nepos à fuir le 28 août 475.
Ce dernier se réfugie à Salone, en Dalmatie, dans l'État qu'il a hérité de son oncle Marcellinus où, jusqu'à son assassinat, en 480, il demeure le seul empereur en titre de l'Occident reconnu par ses homologues d'Orient. Ainsi, si Oreste proclame son fils Romulus Augustus empereur en le faisant acclamer par son armée le 31 octobre 475, Julius Népos reste, d'un point de vue purement juridique, le dernier à porter légitimement ce titre. Romulus Augustule n'en est pas moins la dernière personnalité à avoir été proclamée empereur romain en Occident.

### Principat dans l'ombre d'Oreste
Au moment où Romulus accède au trône impérial, l'Empire romain d'Occident n'est plus que l'ombre de lui-même, tant son étendue s'est réduite au cours des quatre-vingts années précédentes. L'autorité impériale n'a plus cours qu'à l'intérieur des frontières de l'Italie, ainsi qu'en Gaule narbonnaise. La péninsule italienne elle-même est le théâtre d'opérations militaires depuis près d'un demi-siècle.
En outre, Oreste, qui a refusé pour lui-même la dignité impériale bien qu'il soit devenu de facto maître des reliquats de cet Empire, ne parvient pas à faire reconnaître son fils par Constantinople : l'empire d'Orient connaît lui-même des turbulences et l'empereur Zénon doit fuir la capitale en janvier 475 pour se réfugier en Isaurie, chassé par Basiliscus, le beau-frère de son prédécesseur Léon Ier, qui avait nommé l'empereur d'Occident Anthémius et reconnu Julius Nepos.
Quand Oreste, selon la tradition, fait apporter par les légats Latinus et Médusius le portrait du nouvel Auguste auprès de son homologue à Constantinople, l'usurpateur Basiliscus refuse de reconnaître Romulus Augustule. La déposition de Julius Népos n'est ainsi reconnue d'aucun des deux rivaux qui se disputent le trône d'Orient. Les deux Empires se trouvent ainsi dans une situation relativement symétrique et confuse, chacun avec un empereur légitime exilé et un usurpateur au pouvoir.
En Occident, Oreste gouverne — d'après Procope — « en homme prudent », s'occupant essentiellement « de la magistrature des commandements externes », conseillé par un prêtre de haut lignage du nom de Primenius qu'il charge notamment de négocier la paix avec le roi vandale Genséric. Romulus, pour sa part, ne prend aucune décision durant son règne et ne laisse aucun monument. Néanmoins, des pièces de monnaie à son effigie ont été émises à Rome et Milan, attestées aussi à Arles et vraisemblablement à Ravenne, où une monnaie d'argent est frappée à son nom.

### Chute d'Oreste

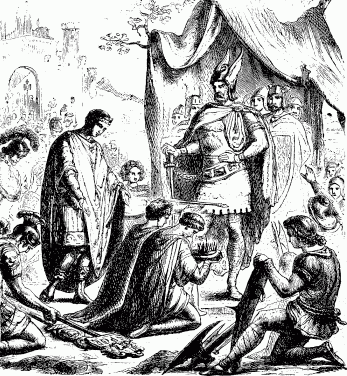
Gravure de Charlotte Mary Yonge (1880), où Romulus Augustule laisse les insignes impériaux à Odoacre.

À peine neuf mois après sa prise de pouvoir, Oreste doit faire face à une sédition de son armée, composée d'éléments germaniques hérules, ruges, turcilinges et skires qu'il a des difficultés à payer et qui, cantonnés depuis longtemps sur la péninsule italienne, souhaitent y obtenir des territoires en échange de leurs services militaires, suivant un usage régulièrement concédé aux foederati, soit un tiers des terres publiques.
Devant le refus opposé par Oreste, les troupes se tournent vers l'un de leurs officiers, Odoacre, le fils du roi des Skires Edecon, qu'elles proclament le 23 août 476 « roi des nations », c'est-à-dire des troupes barbares qui composent l'armée. Oreste se réfugie avec les troupes qui lui sont restées fidèles à Pavie, où il s'enferme non sans que son armée ne mette la ville à sac ; quelques jours plus tard, les troupes d'Odoacre s'emparent de la ville et se saisissent d'Oreste qui est transféré puis exécuté à Ticinum tandis que Primenius parvient à s'échapper et se réfugie en Norique auprès de Séverin.
Odoacre marche ensuite sur Ravenne dont il s'empare le 4 septembre 476 après avoir tué Paul, le frère d'Oreste, capturé non loin de la capitale. Romulus, incapable de prendre le commandement des troupes chargées de la défense de Ravenne, est forcé d'abdiquer le même jour, d'autant que les habitants de la cité n'opposent aucune résistance. Lorsqu'il arrive au palais impérial, Odoacre trouve Romulus qui, apeuré, s'est défait lui-même des regalia et a dissimulé le paludamentum impérial.

### Prise de pouvoir d'Odoacre
À la différence de son père et de son oncle, Romulus est épargné par Odoacre qui — suivant l'Anonyme de Valois — aurait été sensible à son lignage, à sa beauté et à sa jeunesse, peut-être parce qu'il avait lui-même un fils approximativement du même âge. Réuni à la demande d'Odoacre, le Sénat romain envoie une ambassade à Zénon — rétabli sur le trône d'Orient depuis le mois d'août — porteuse d'un message pour recommander le chef skire à l'empereur afin qu'il lui confie le gouvernement de l'Italie. Zénon légitime la domination de ce dernier sur la péninsule en lui conférant le titre de patrice et en l'invitant à conserver Julius Nepos comme empereur, sans guère davantage soutenir ce dernier.
En signe de soumission à l'Empire universel que l'on estime désormais réunifié, Odoacre envoie à Constantinople les insignes impériaux que seul un empereur pouvait porter, marquant la fin de cinq siècles de pouvoir impérial en Occident. Le nouveau patrice fera néanmoins frapper des monnaies à l'effigie de Julius Nepos jusqu'à la mort de ce dernier en 480.
Pour les contemporains de ces événements, le changement de pouvoir ne constitue guère un bouleversement, surtout comparé à la défaite d'Andrinople de 378 ou au sac de Rome par Alaric Ier en 410, même si l'on en note une mention chez Jordanès au siècle suivant. Depuis longtemps déjà, le pouvoir romain est passé aux généraux germaniques qui concentrent tous les pouvoirs, notamment lors des périodes d'interrègnes entre deux empereurs, et à leurs contingents de mercenaires. Les événements de 476 ne font donc qu'accentuer cette situation de manière durable.

### Romulus en exil
La vie de Romulus Augustule après sa déposition n'est attestée que par des éléments parcellaires. Les sources concordent sur le fait que le jeune homme épargné par Odoacre a été relégué en Campanie avec ses familiers, mais seul l’Anonyme de Valois mentionne l'octroi d'une rente annuelle de 6 000 solidi, une somme suffisante pour faire vivre confortablement la maisonnée de l'éphémère prince mais bien éloignée du revenu annuel d'un sénateur romain dont elle ne représente pas 2%.
Il semble en outre qu'Odoacre ait fait don d'une ancienne domus d'époque républicaine ayant appartenu à Lucullus dont la propriété aurait tiré son nom de Lucullanum à la suite des travaux somptuaires qu'il y avait fait réaliser. Situé plus précisément en baie de Pouzzoles, le domaine, comportant plusieurs maisons de marbre, des thermes, des jardins, des temples, des terrasses… était vraisemblablement fortifié car les chroniqueurs Marcellinus et Jordanès l'évoquent sous le nom de Castellum Lucullanum. C'est ce domaine bien attesté pour avoir été, à différentes reprises, octroyé au moins partiellement à des dignitaires méritants de l'Italie ostrogothique qui accueille Romulus, vraisemblablement accompagné de sa mère, de ses familiers et de leur domesticité.
On conserve en outre, datée des environs de 510, une missive adressée par Cassiodore au nom du roi des Ostrogoths Théodoric le Grand à un certain « Romulus » qui lui confirme — sans qu'ils soient précisés — les privilèges obtenus pour lui et sa mère auprès de Libérius, un haut fonctionnaire romain au service du pouvoir ostrogoth depuis Odoacre. La recherche actuelle s'accorde généralement à voir dans ce document une probable et ultime attestation concernant le souverain déchu, qui aurait alors dépassé la quarantaine d'années,.
L'hagiographe Eugippe mentionne dans sa Vita sancti Severini l'établissement dans les années 490 — à l'époque du pontificat de Gélase — à Lucullanum d'un important monastère associé aux reliques de Séverin du Norique, amenées à la suite des demandes insistantes d'une veuve romaine d'extraction sénatoriale ou patricienne nommée Barbaria. Cette dernière aurait financé la construction d'un mausolée sur les hauteurs de la villa pour abriter les reliques du saint homme et ne serait autre que la mère de Romulus. De ce document, il a été conjecturé que l'ancien empereur est, avec sa mère, le fondateur de ce monastère grâce à la rente qui lui est octroyée.
L'historien Christian Settipani a également émis l'hypothèse qu'un certain Rufius Gennadius Probus Orestes, consul en 530 puis patrice en 546, puisse être un petit-fils de Romulus Augustule.

## Dans la fiction
- Romulus Augustule est le principal protagoniste de la pièce de Friedrich Dürrenmatt Romulus der Große (Romulus le Grand), qui traite de façon non historique des derniers jours du règne du jeune prince[45].
- C'est également l'un des personnages principaux du livre de Valerio Manfredi, La Dernière Légion, adapté au cinéma en 2007 par le réalisateur Doug Lefler[46], où Thomas Sangster tient le rôle de Romulus Augustule qui, ayant rejoint l'île de Grande-Bretagne, y fonde la dynastie arthurienne en devenant le roi Uther Pendragon, père d'Arthur[47].
- Romulus Augustus est évoqué dans l'épisode Le dernier empereur (Livre I, ép. 56) de la série Kaamelott[48]. Arthur l'ayant rencontré alors encore en fonction, cela permet de situer l'action autour des années 476-477.